# Palm Springs (Kalifornien)

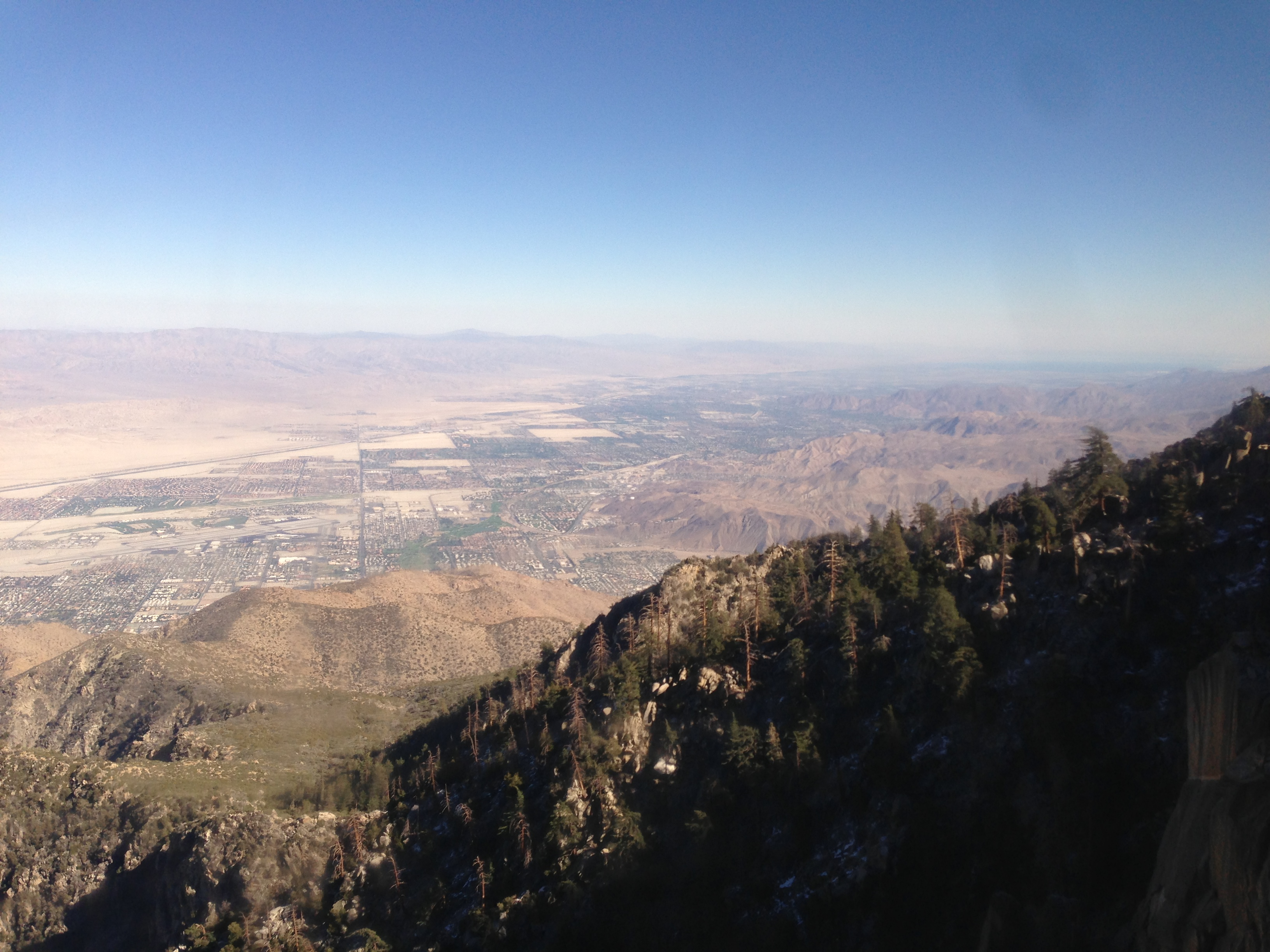
Blick auf Palm Springs vom San Jacinto Peak

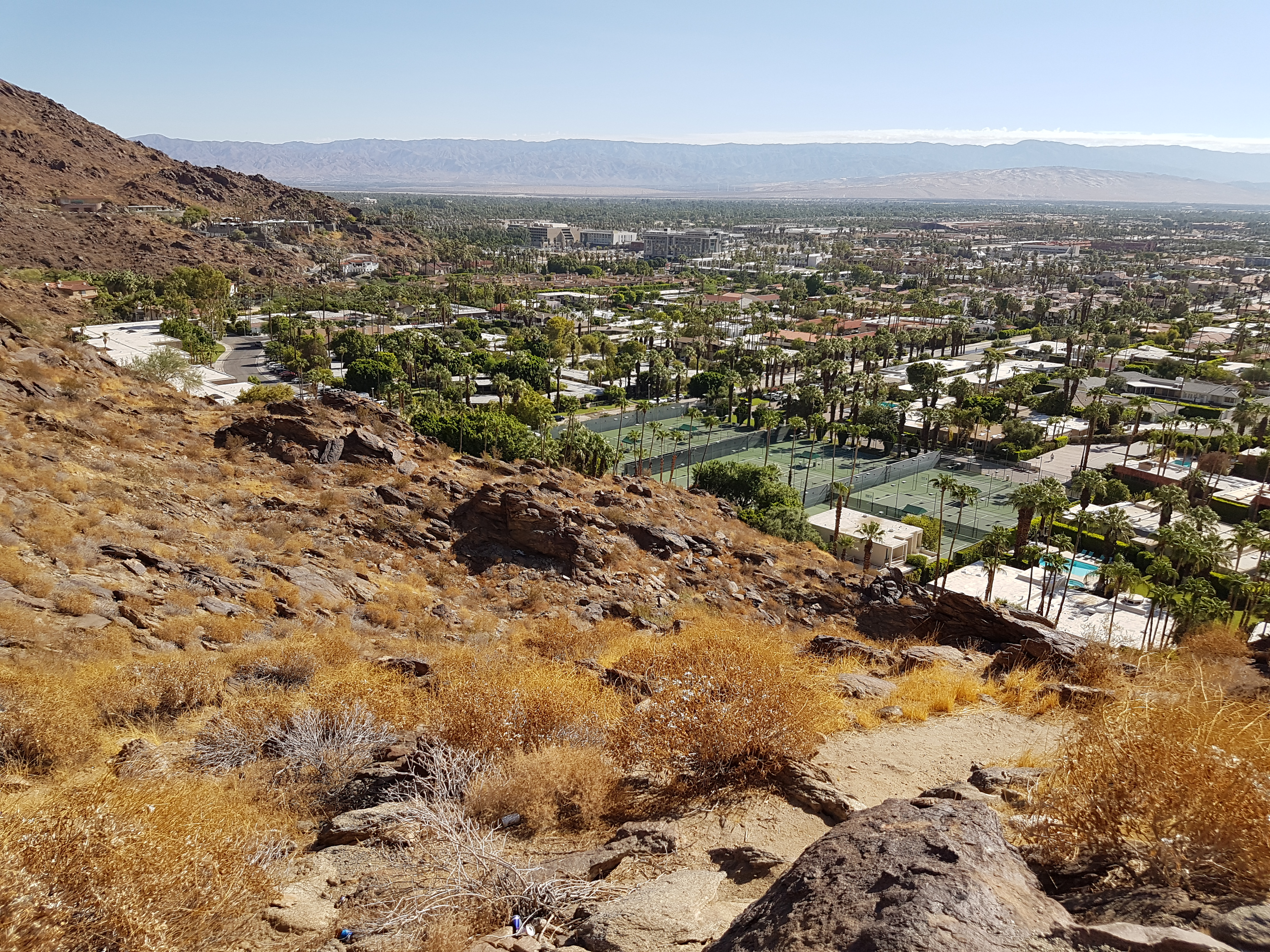
Palm Springs aus der Nähe, Villen im Vordergrund, das Zentrum im Hintergrund

Palm Springs (dt. „Palm-Quellen“) ist eine Stadt im Coachella Valley im Riverside County im US-Bundesstaat Kalifornien. Der Name bezieht sich auf die hydrothermalen Quellen im Stadtgebiet. Das U.S. Census Bureau hat bei der Volkszählung 2020 eine Einwohnerzahl von 44.575 ermittelt. Das Stadtgebiet hat eine Größe von 245,984 Quadratkilometern. Man kann die Stadt mittels Interstate 10 oder California State Route 111 erreichen; sie ist etwa 180 Kilometer von Los Angeles entfernt.
In der Nähe von Palm Springs befindet sich die längste Seilbahn der Welt in einem Stück, die Palm Springs Aerial Tramway auf den Mount San Jacinto. Ebenso findet hier jährlich der Spring Break der Westküste statt, hauptsächlich auf dem North Palm Canyon Drive (Highway 111) und der Indian Avenue sowie in den angrenzenden Hotels und Motels.
Das American-Football-Team der Palm Springs High School sind die Indians.

## Geschichte
Die Ureinwohner von Palm Springs gehörten dem Agua-Caliente-Stamm der Cahuilla-Indianer an. Aus europäischer Sicht "entdeckt" wurde die Stadt von Spaniern um 1774, welche die heißen Quellen gefunden hatten. Die Spanier nannten den Ort «la palma de la mano de Dios» (deutsch: „Die Handfläche Gottes“). Den Indianern gehört ein ca. 125 Quadratkilometer großes Reservat, welches etwa ein Fünftel der Stadtfläche einnimmt. Seit den 1960er Jahren hat Palm Springs den Ruf, eine Erholungsstätte für die amerikanische High Society zu sein. Große Stars wie Ava Gardner und Frank Sinatra haben in dieser Zeit Häuser in Palm Springs gebaut bzw. gekauft. Dieser Umstand trug der Stadt den Ruf als Ort ein, in dem sich die Stars erholen.
Heute ist Palm Springs ein beliebter Ort für Senioren im Winter (scherzhaft „Snowbirds“ genannt, da sie den Sommer in ihren Häusern im Norden der USA verbringen).

Stadtbilder
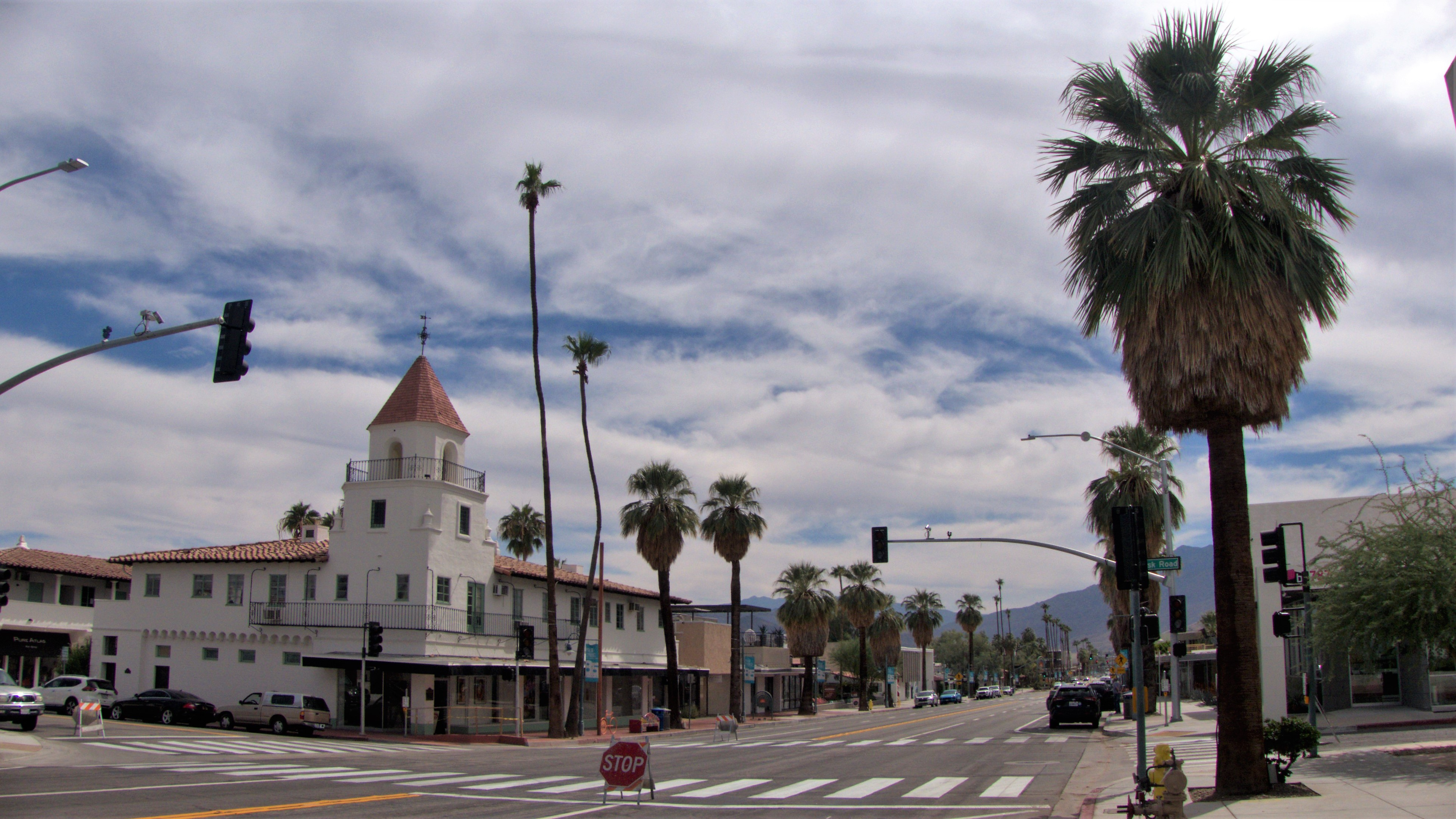
Palm Canyon Drive (California State Route 111B), Tamarisk Road
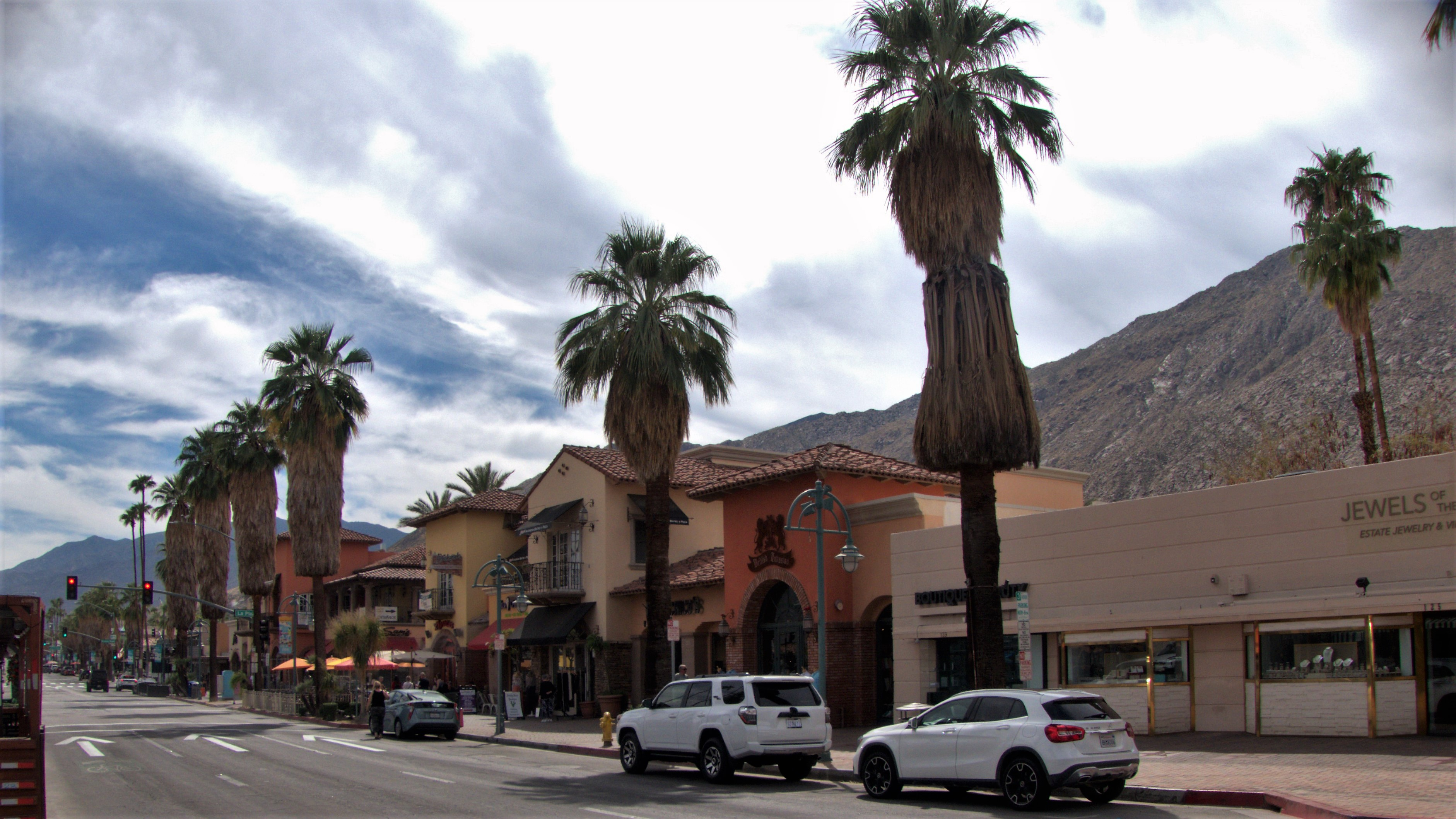
Palm Canyon Drive, Downtown Palm Springs
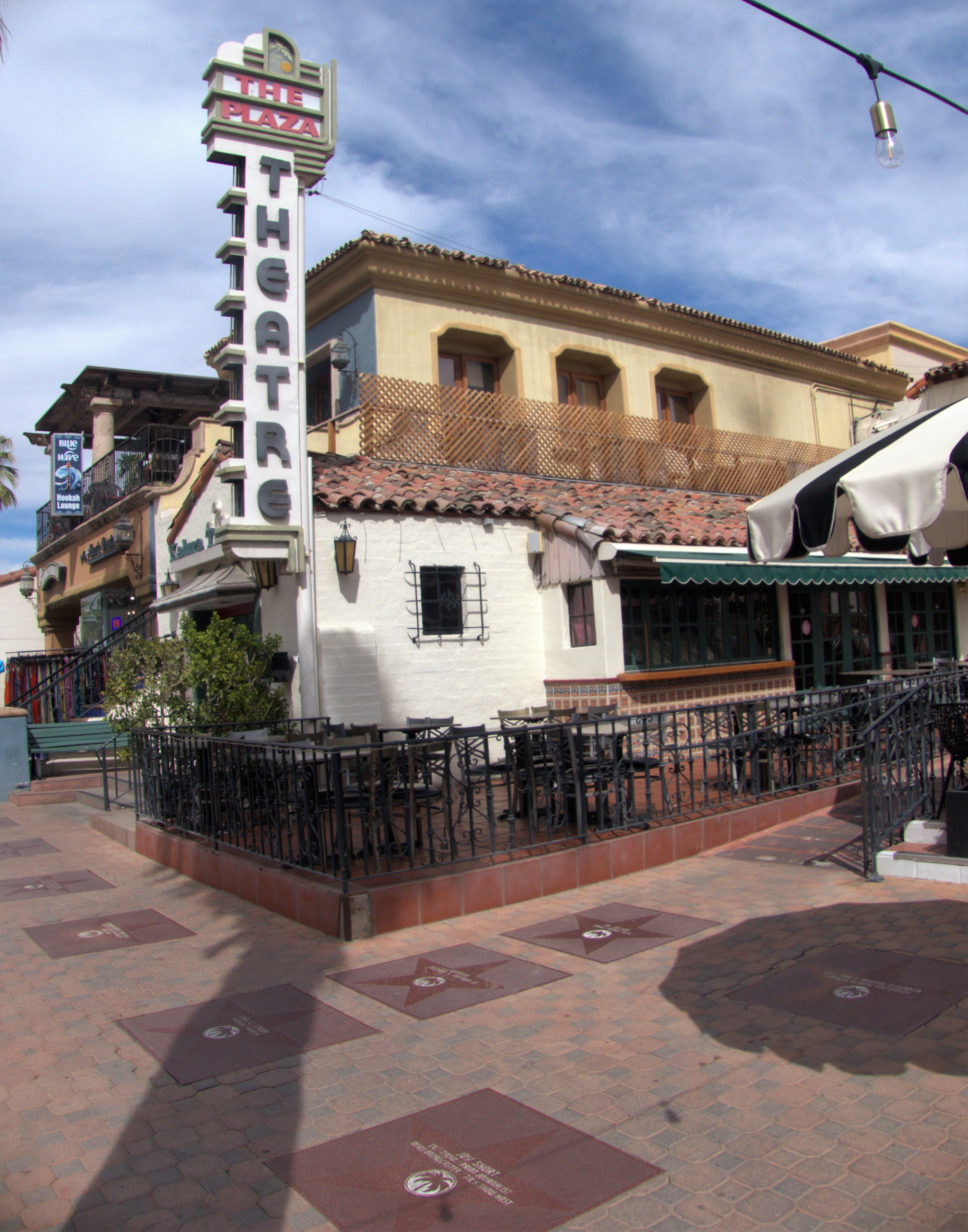
Plaza Theatre, Walk of Stars, Palm Canyon Drive, Downtown Palm Springs
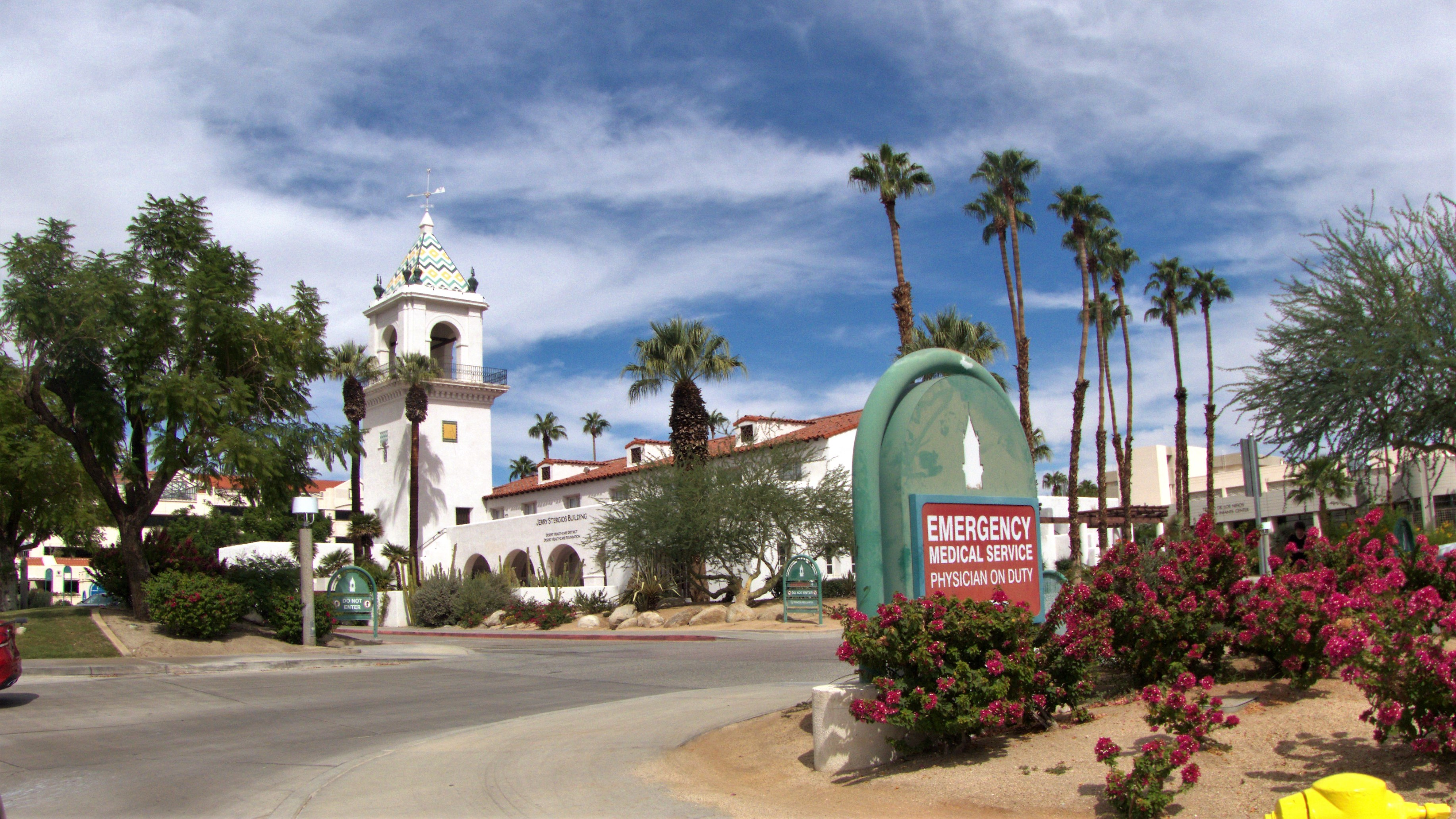
El Mirador Tower, Desert Regional Medical Center, Indian Canyon Drive
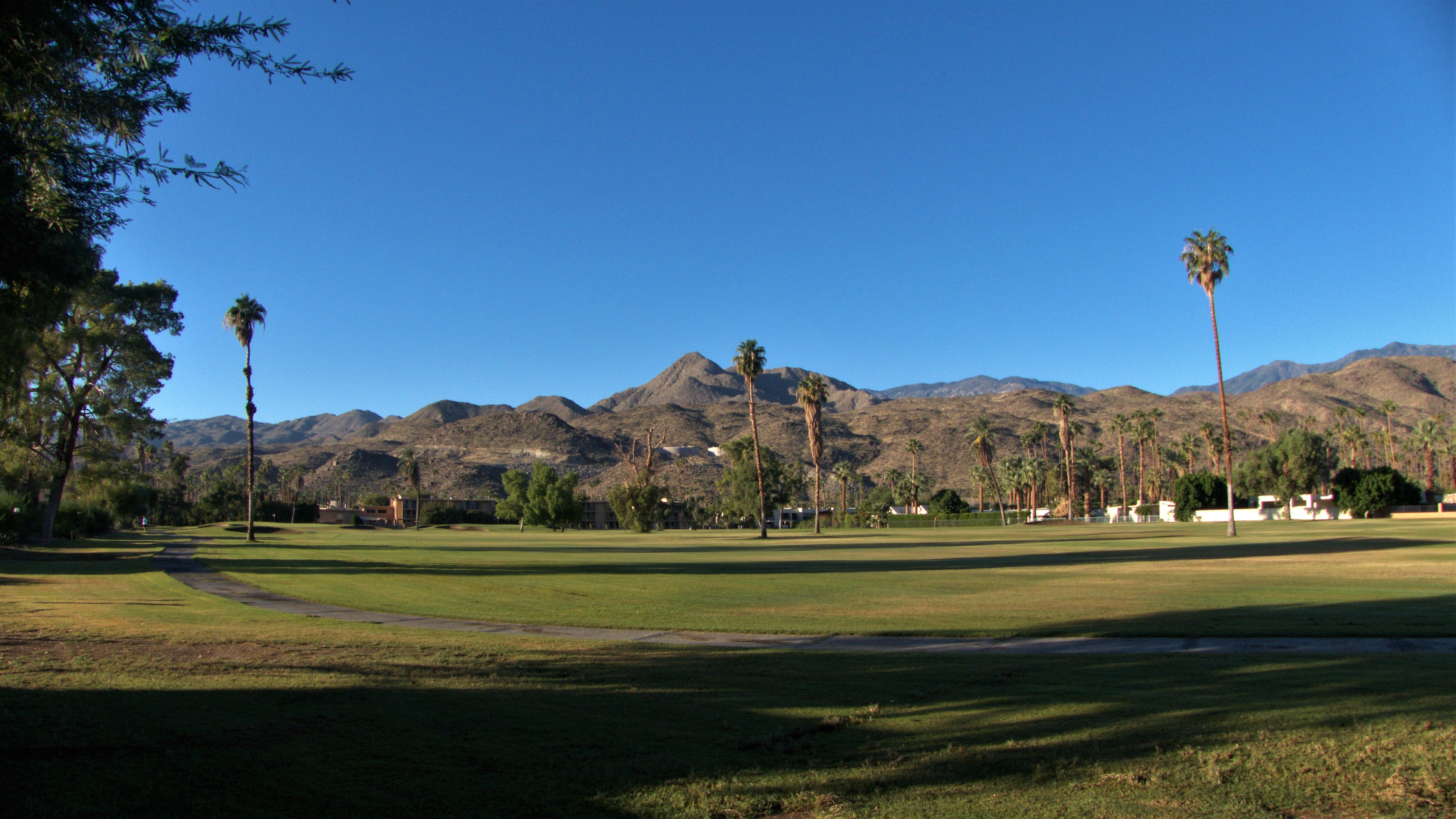
Los Pueblos, Palm Springs, Blick zum Murray Hill
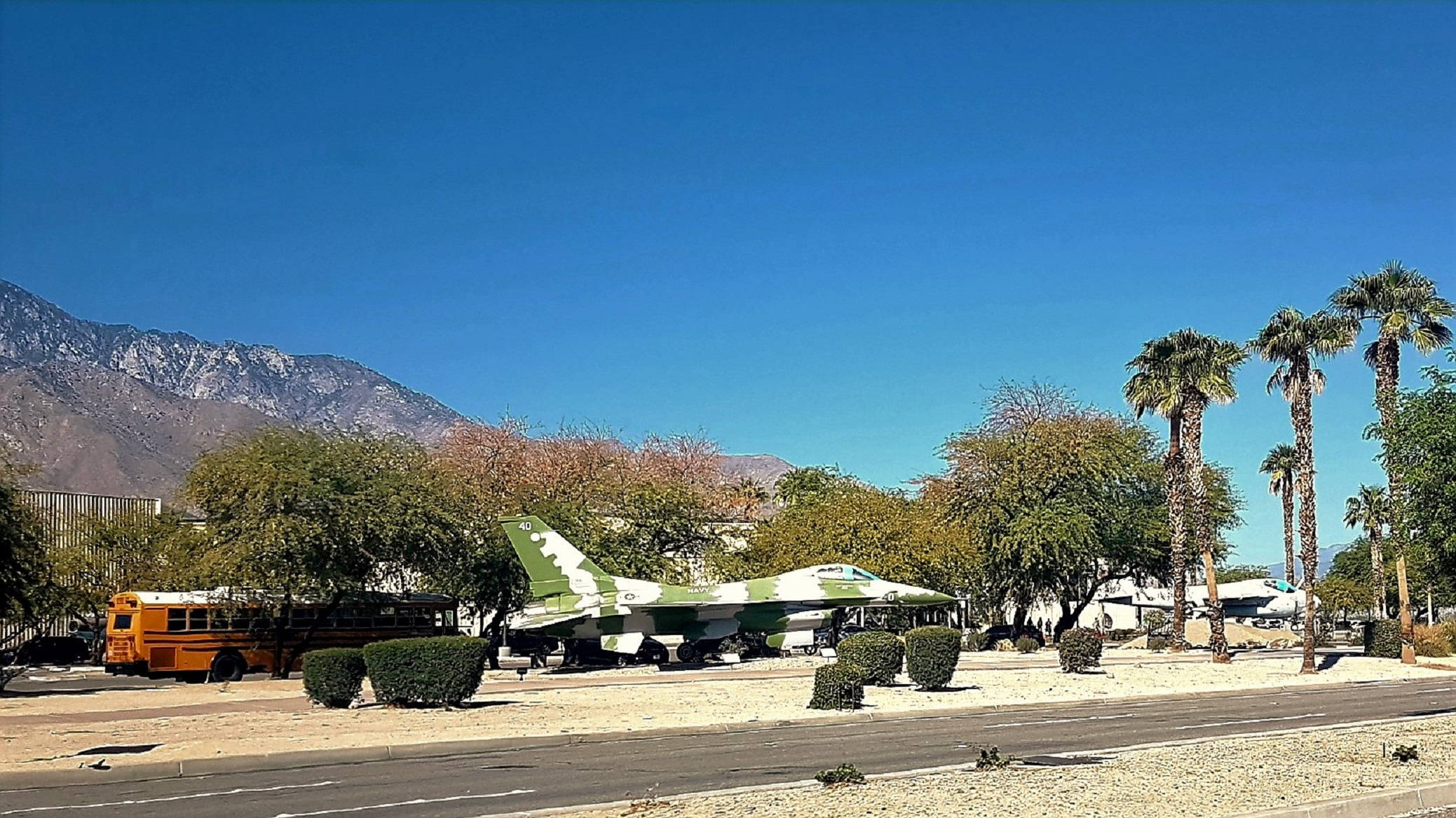
Palm Springs Air Museum, Gene Autry Trail (California State Route 111)

## Museen
- Das Palm Springs Air Museum zeigt Flugzeuge der amerikanischen Luftwaffe aus dem Zweiten Weltkrieg, dem Korea- und dem Vietnamkrieg.[4]
- Im Palm Springs Art Museum werden Ausstellungen zur zeitgenössischen Kunst veranstaltet.[5]

## Demografie
Beim United States Census 2000 wurden in Palm Springs 42.807 Einwohner in 20.516 Haushalten und 9.457 Familien gezählt. Die Bevölkerungsdichte betrug 175,4 Einwohner/km². Die Zahl der Wohneinheiten war 30.823, das entspricht einer Dichte von 126,3 Wohnungen/km².
Die Einwohner bestanden im Jahre 2000 zu 78,33 Prozent aus Weißen, 3,93 Prozent Afroamerikaner, 0,94 Prozent Indigene, 3,83 Prozent Asiaten, 0,14 Prozent Pazifische Inselbewohner, 9,78 Prozent stammten von anderen Ethnien und 3,06 Prozent von zwei oder mehr Ethnien ab. 23,72 Prozent der Bevölkerung gaben beim Census an, Hispanier zu sein.
In 16,3 Prozent der Haushalte lebten Kinder unter 18 Jahren und in 34,0 Prozent der Haushalte lebten verheiratete Paare zusammen. 8,5 Prozent der Haushalte hatten einen weiblichen Haushaltsvorstand ohne anwesenden Ehemann und 53,9 Prozent der Haushalte bildeten keine Familien. 41,6 Prozent aller Haushalte bestanden aus Einzelpersonen und in 18,3 Prozent war jemand im Alter von 65 Jahren oder älter alleinlebend. Die durchschnittliche Haushaltsgröße war 2,05 Personen, und die durchschnittliche Familie bestand aus 2,88 Personen.
Von der Einwohnerschaft waren 17,0 Prozent weniger als 18 Jahre alt, 6,1 Prozent entfielen auf die Altersgruppe von 18 bis 24 Jahre, 24,2 Prozent waren zwischen 25 und 44 Jahre alt und 26,4 Prozent zwischen 45 und 64 Jahre. 26,2 Prozent waren 65 Jahre oder älter. Das Durchschnittsalter war 47 Jahre. Auf jeweils 100 Frauen entfielen 107,8 Männer; bei den über 18-Jährigen entfielen auf 100 Frauen jeweils 107,4 Männer.
Das Durchschnittseinkommen pro Haushalt betrug 35.973 US-$ und das mittlere Familieneinkommen war 45.318 US-$. Die Männer verfügten durchschnittlich über ein Einkommen von 33.999 US-$, gegenüber 27.461 US-$ für Frauen. Das Pro-Kopf-Einkommen belief sich auf 25.957 US-$. Etwa 11,2 Prozent der Familien und 15,1 Prozent der Bevölkerung lebten unterhalb der Armutsgrenze; dies betraf 28,2 Prozent derer unter 18 Jahren und 6,8 Prozent der Altersgruppe 65 Jahre oder älter. Dass das Einkommen in der Statistik relativ niedrig erscheint, liegt vor allem daran, dass Palm Springs einen sehr hohen Anteil von (durchaus wohlhabenden) Rentnern und Personen mit Zweitwohnsitzen hat, deren Einkommen nicht berücksichtigt ist.

## Politik
Palm Springs ist Teil des 28. Distrikts im Senat von Kalifornien, der momentan vom Demokraten Ted Lieu vertreten wird, und des 42. Distrikts der California State Assembly, vertreten vom Republikaner Brian Nestande. Des Weiteren gehört Palm Springs Kaliforniens 36. Kongresswahlbezirk an, der einen Cook Partisan Voting Index von R+1 hat und vom Demokraten Raul Ruiz vertreten wird.

## Klima
|                       | Jan  | Feb  | Mär  | Apr  | Mai  | Jun  | Jul  | Aug  | Sep  | Okt  | Nov  | Dez  |   |       |
| Mittl. Tagesmax. (°C) | 20,9 | 23,2 | 26,3 | 30,4 | 34,7 | 39,4 | 42,3 | 41,6 | 38,7 | 33,0 | 25,9 | 21,0 | ⌀ | 31,5  |
| Mittl. Tagesmin. (°C) | 5,7  | 7,6  | 9,3  | 12,3 | 15,8 | 19,4 | 24,0 | 23,5 | 20,1 | 15,2 | 9,6  | 5,7  | ⌀ | 14,1  |
|                       |      |      |      |      |      |      |      |      |      |      |      |      |   |       |
| Niederschlag (mm)     | 28,7 | 25,4 | 14,7 | 4,6  | 1,3  | 1,3  | 5,1  | 6,9  | 7,4  | 7,4  | 10,7 | 25,7 | Σ | 139,2 |
|                       |      |      |      |      |      |      |      |      |      |      |      |      |   |       |
| Sonnenstunden (h/d)   | 6    | 7    | 9    | 10   | 12   | 13   | 14   | 13   | 11   | 9    | 7    | 5    | ⌀ | 9,7   |
|                       |      |      |      |      |      |      |      |      |      |      |      |      |   |       |
| Regentage (d)         | 3    | 3    | 3    | 2    | 1    | 1    | 3    | 3    | 2    | 2    | 2    | 3    | Σ | 28    |

| 5,7 |

| 7,6 |

| 9,3 |

| 12,3 |

| 15,8 |

| 19,4 |

| 24,0 |

| 23,5 |

| 20,1 |

| 15,2 |

| 9,6 |

| 5,7 |

| 5,7 |

| 7,6 |

| 9,3 |

| 12,3 |

| 15,8 |

| 19,4 |

| 24,0 |

| 23,5 |

| 20,1 |

| 15,2 |

| 9,6 |

| 5,7 |

## Söhne und Töchter der Stadt
- Alice Marble (1913–1990), Tennisspielerin
- Dana Carroll (* 1943), Molekularbiologe und Biochemiker
- Bugs Henderson (1943–2012), Musiker
- Cameron Crowe (* 1957), Schauspieler und Regisseur
- Keith Coogan (* 1970), Schauspieler und ehemaliger Kinderdarsteller
- Michael Irby (* 1972), Schauspieler
- Damond Jiniya (* 1974), Metal-Sänger
- Frankie Kazarian (* 1977), Wrestler
- Alison Lohman (* 1979), Schauspielerin
- B-Tight (* 1979), deutscher Rapper
- Chris Sullivan (* 1980), Schauspieler
- Alana Austin (* 1982), Schauspielerin
- Todd Clever (* 1983), Rugby-Spieler
- Timothy Bradley (* 1983), Profiboxer
- Tyler Hilton (* 1983), Musiker und Schauspieler
- Jesse James (* 1989), Schauspieler
- Mia Malkova (* 1992), Pornodarstellerin
- Megan Rain (* 1996), Pornodarstellerin

## Berühmtheiten
- Gary Beach (1947–2018), Musicaldarsteller, Schauspieler, Tony-Award-Preisträger, lebte seit 2013 in Palm Springs, wo er 2018 starb.
- Sonny Bono (1935–1998), Sänger, Schauspieler, Politiker (u. a. Bürgermeister von Palm Springs)
- Cary Grant (1904–1986), Schauspieler
- George Hamilton (* 1939), Schauspieler
- Josh Homme (* 1973), Rockmusiker und Frontmann der Band Queens of the Stone Age
- Bob Hope (1903–2003), Schauspieler
- Ernst Krenek (1900–1991), Komponist, lebte von 1966 bis zu seinem Tod 1991 in Palm Springs
- Hardy Krüger (1928–2022), Schauspieler und Schriftsteller, lebte halbjährlich in Palm Springs
- Liberace (1919–1987), Pianist, starb in Palm Springs
- Trini Lopez (1937–2020), Sänger, Schauspieler
- Barry Manilow (* 1943), Sänger, Songschreiber, Produzent
- Frank Sinatra (1915–1998), Sänger, Schauspieler, Entertainer